# 白牡丹 (歌曲)
白牡丹（台羅：Pe̍h-bóo-tan）是台灣日治時期的一首台語流行音樂，由陳達儒作詞、陳秋霖作曲，由歌手根根原唱，並於1936年出版，因其旋律輕快優雅，歌詞也很有特色，以白色牡丹花比喻純情的美少女，並充分地暗示了少女等待愛人的期望心理，充滿了少女思春的情懷，故在閩南語地區廣為流傳。

## 外部連結
- YouTube上的根根 (Kin Kin) - 白牡丹 (White Peony) [Taiwanese Hokkien Pop, 1936]